# Химический факультет ЮФУ
Химический факультет ЮФУ — один из факультетов Южного федерального университета.

## История
Факультет основан в 1931 году. В разное время деканами факультета были: доцент Г. В. Немиров, проф. М. Е. Шейнкер, проф. Д. Е. Дионисьев, проф. П. И. Проценко, доцент Д. С. Лесных, проф. В. П. Григорьев, доцент Н. К. Чуб, профессор Т. Г. Лупейко, проф. В. П. Курбатов, проф. Е. Б. Цупак, проф. В. Е. Гутерман, д.х.н. А. В. Метелица. В настоящее время факультет возглавляет к.х.н. Е. А. Распопова.

## Общая информация
На химфаке проводится преподавание химических дисциплин студентам химического и физического факультетов, академии биологии и биотехнологии, института наук о Земле.
Факультет производит подготовку бакалавров (Химия, 04.03.01), специалистов (Фундаментальная и прикладная химия, 04.05.01, срок обучения 5 лет) и магистров (Химия, 04.04.01) по 11 специализациям:
- химия твёрдого тела
- методика преподавания химии
- аналитическая химия
- контроль качества пищевых продуктов и фармпрепаратов
- химия окружающей среды
- органическая химия
- физическая химия
- коллоидная химия
- электрохимия
- химическое сопротивление материалов и защита от коррозии
- химия природных соединений

Выпускникам бакалавриата присваивается квалификация «химик», выпускникам специалитета — квалификация «химик, преподаватель».
На факультете выполняется образовательная программа подготовки кадров высшей квалификации (аспирантура) 1.4 — «Химические науки» по пяти специальностям: неорганическая химия (1.4.1), аналитическая химия (1.4.2), органическая химия (1.4.3), физическая химия (1.4.4) и электрохимия (1.4.6) с присвоением квалификации «Исследователь. Преподаватель-исследователь».
В подготовке студентов и аспирантов принимают участие учёные НИИ физической и органической химии ЮФУ.

## Подразделения
В состав факультета входит 6 кафедр:
- Кафедра аналитической химии
- Кафедра общей и неорганической химии
- Кафедра органической химии
- Кафедра физической и коллоидной химии имени проф. В. А. Когана
- Кафедра химии природных и высокомолекулярных соединений
- Кафедра электрохимии

Имеется также базовая лаборатория спектроскопии ЯМР. На химическом факультете ЮФУ работают Донской центр химического образования и Естественнонаучный музей инноваций.

## Научная работа
На химфаке ЮФУ работают научные школы в области химии природных соединений, органической, координационной и квантовой химии. В текущей редакции списка наиболее цитируемых российских учёных «Кто есть кто в российской науке» (составляется корпусом экспертов по естественным наукам совместно с проектом Scientific.ru) — 12 сотрудников химфака ЮФУ.

## Химфак ЮФУ в СМИ
Химический факультет ЮФУ фигурировал в средствах массовой информации в связи с «оптимизацией» профессорско-преподавателького и учебно-вспомогательного персонала университета.

## Известные выпускники
- Алдошин, Сергей Михайлович[12] — академик РАН, вице-президент РАН (2008—2017), директор Института проблем химической физики РАН (1997—2019).
- Минкин, Владимир Исаакович[13] — академик РАН, научный руководитель ЮФУ
- Третьяков, Юрий Дмитриевич[14] — академик РАН, декан факультета наук о материалах МГУ (1991—2012).
- Васильев, Анатолий Александрович — российский театральный режиссёр.